# Aegina (Gerhard Marcks)

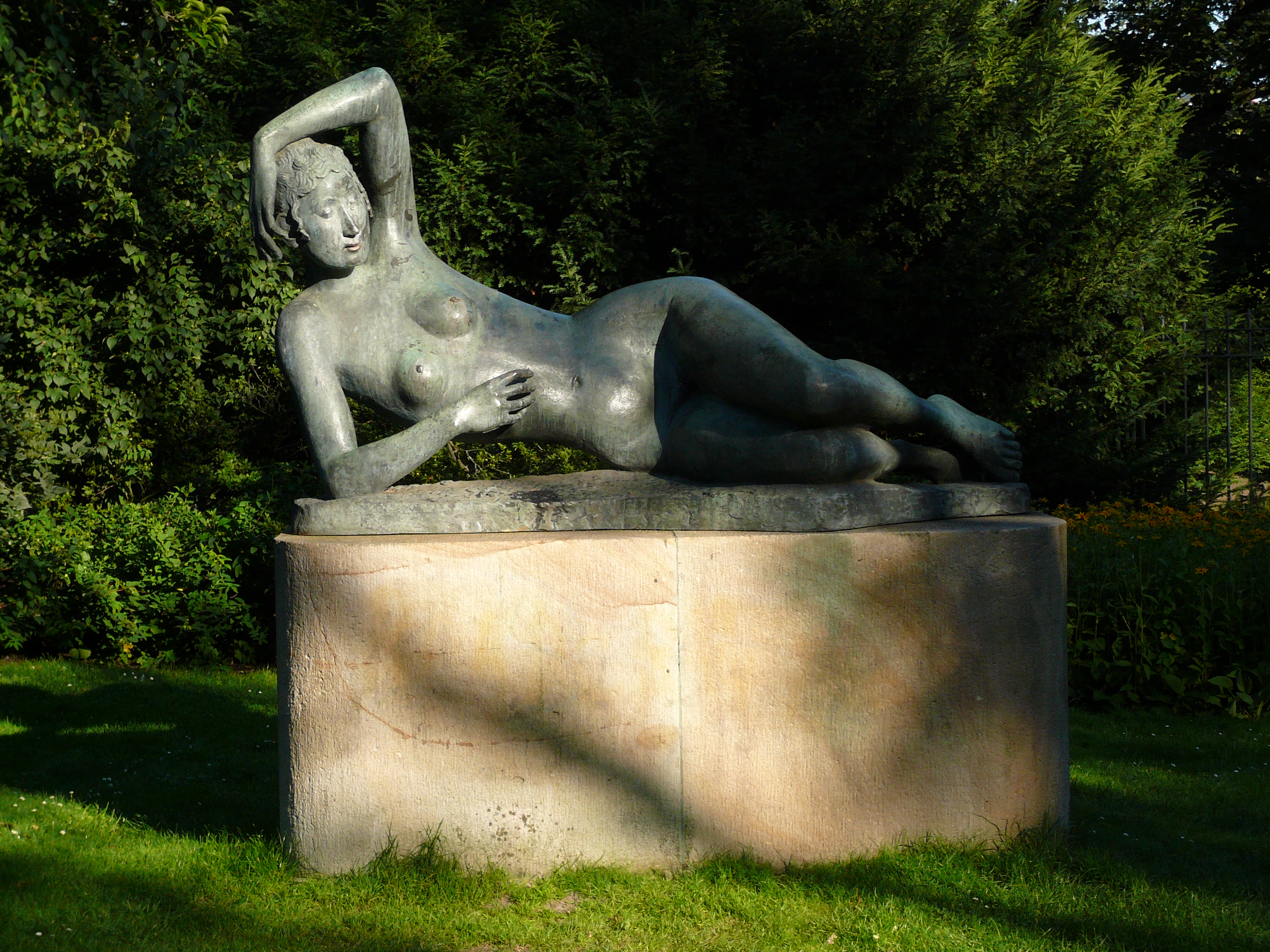
Aegina, Bronzeplastik von Gerhard Marcks, Bremen, 1966

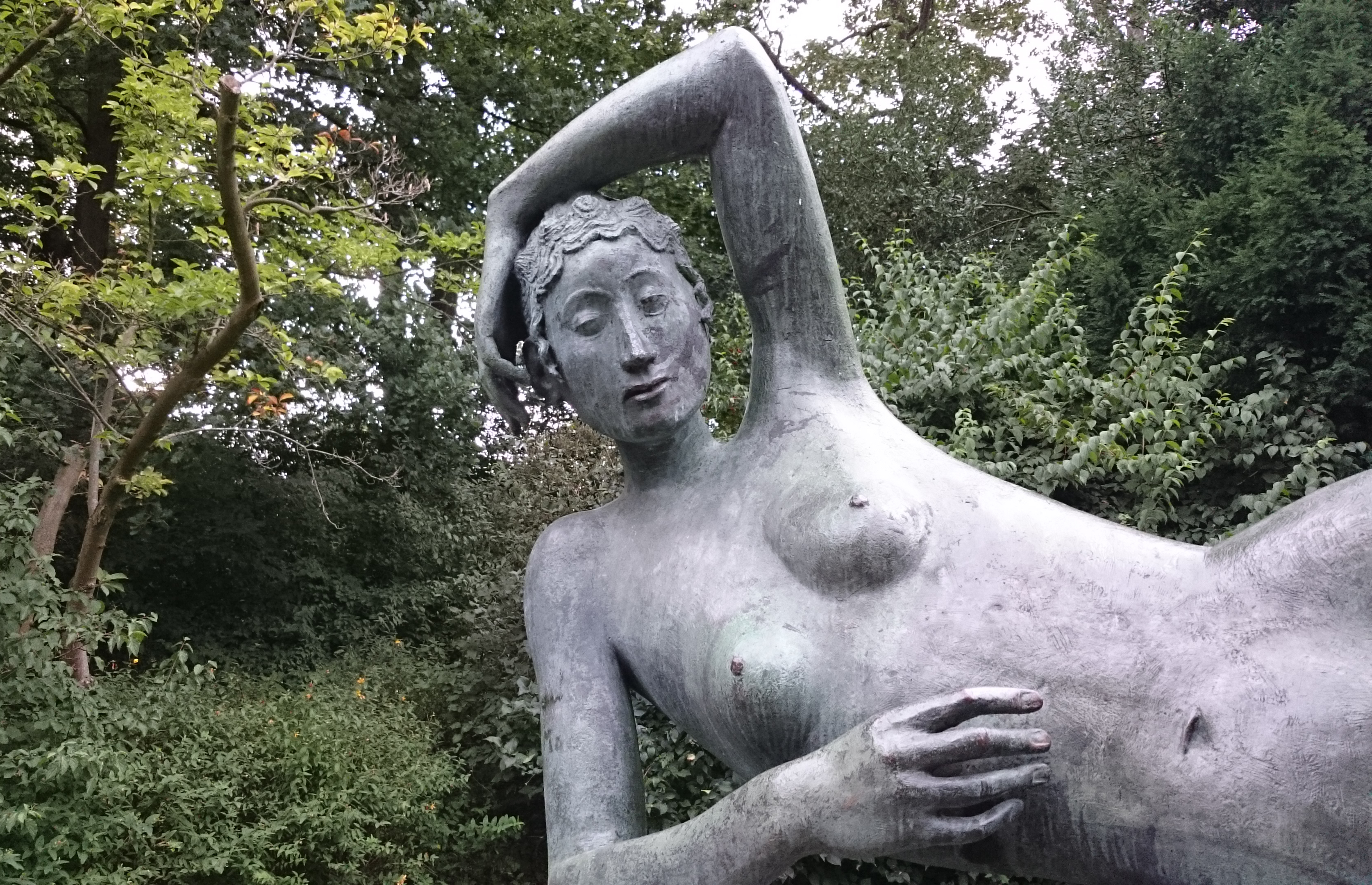
Oberkörper/Detail der Liegenden von Gerhard Marcks

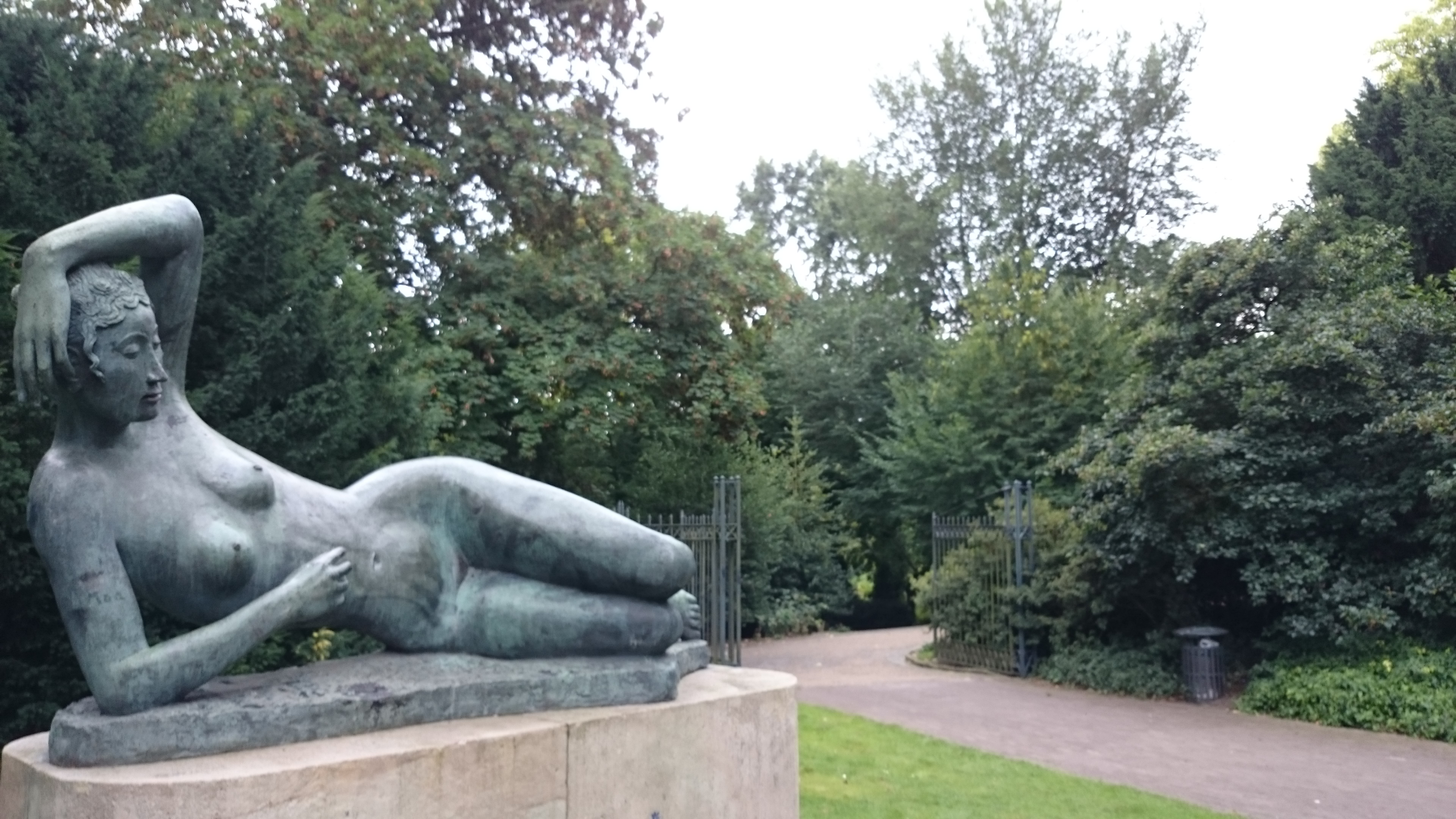
Marcks’ Liegende in den Bremer Wallanlagen

Die überlebensgroße Bronzefigur der 1966 gegossenen Großen Liegenden oder Aegina von Gerhard Marcks wurde als eine der ersten skulpturalen Bereicherungen der Zeit nach dem Zweiten Weltkrieg 1968 am Abhang des Theaterbergs in den Bremer Wallanlagen aufgestellt. Angeregt durch Günter Busch, den Direktor der Kunsthalle, hatte Bremen sich in dieser Zeit dem Werk von Marcks, dem vielleicht bedeutendsten figurativen Bildhauer im Deutschland der Nachkriegsjahre, mit der Gründung eines seinem Werk gewidmeten und nach ihm benannten Skulpturenmuseum sowie zweier öffentlich aufgestellter Freiplastiken (Die Bremer Stadtmusikanten und Der Rufer) besonders zugewandt.
Der Titel der Figur bezieht sich auf die griechische Insel Ägina, auf der Marcks ein kleines Haus besaß, und so könnte die Skulptur mit ihrem weich modellierten Frauenleib als Verkörperung dieser Landschaft verstanden werden.  Aber auch den Mythos der lieblichen Nymphe Aigina, deren Schönheit selbst den Göttervater Zeus betörte, wird Marcks gekannt haben.
Wichtiger noch für die Formfindung der Skulptur sind die Studien, die Marcks an klassischen Bildhauerwerken trieb, zum Beispiel an Liegefiguren von den Giebelecken eines griechischen Tempels in Olympia. In der Gestalt der ganz aus dem Geist der Antike heraus geformten Liegenden ist Ruhe und Bewegung zum Einklang gebracht. Nur der Oberkörper erhebt sich leicht, fast schwebend von der Sockelplatte, die Arme bilden ein tektonisches und doch ganz zierliches Gerüst um Kopf und Oberkörper. Ob die halb geöffneten Augen das Erwachen oder vielleicht eher einen „von Nachdenken geprägten Ausdruck“ vermitteln sollen, ist angesichts des idealistischen, antinaturalistischen Gestaltungswillens von Marcks eine eher nachrangige Frage.
Ein zweites, ebenfalls bei Barth in Berlin gegossenes Exemplar der Plastik befand sich 1977 im Kunsthandel.